# Musée d'Art de l'université de l'Indiana
Le musée d'art de l'université de l'Indiana (Indiana University Art Museum) est un musée américain situé à Bloomington (Indiana), ouvert en 1941, entièrement reconstruit en 1982 par Ieoh Ming Pei. Il possède environ 40 000 pièces d'art dont 1 400 en exposition permanente.
L'entrée du musée est libre. Il fait partie du campus de l'université de l'Indiana à Bloomington.

## Historique
Le musée d'art de l'université de l'Indiana a été ouvert en 1941 par Henry Radford Hope, directeur des beaux-arts. La première exposition intitulée Seize Peintres du comté de Brown, a été ouverte le 21 novembre 1941. Mais ce n'est qu'après la Seconde Guerre mondiale que les collections permanentes ont été enrichies . En 1955, le musée a reçu des donations parmi lesquelles des terres cuites d'Aristide Maillol, des peintures de Picasso, Mark Rothko, The Napkin Ring de Georges Braque, Jouer avec un chien d'Alfred Stevens et bien d'autres.
À partir de 1974, l'architecte Ieoh Ming Pei s'est vu confier par le nouveau directeur Thomas T. Solley la construction d'un bâtiment entièrement séparé de ceux de l'université. Le projet a été terminé en 1982.

## Collections
Les collections sont réparties dans plusieurs galeries : la galerie d'art du monde occidental, la galerie des arts asiatiques et des arts anciens du monde occidental, la galerie des arts africains, des arts du Pacifique sud, et des Amériques. On y trouve aussi des œuvres d'expressionnistes allemands et autrichiens : August Macke, Ernst Ludwig Kirchner, Alexej von Jawlensky, Max Beckmann, et Emil Nolde, les maîtres de l'art moderne européen et américain : Fernand Léger, Marcel Duchamp, Georges Braque, Kurt Schwitters, Frank Stella, Romare Bearden et Joseph Cornell.
Les collections comprennent aussi des gravures d'Albrecht Dürer, Rembrandt van Rijn, Francisco de Goya, ainsi que des peintures italiennes de Niccolo Di Buonacorso, Apollonio di Giovanni, Taddeo Gaddi, et des artistes européens du XIXe siècle : Jean-Léon Gérome, Charles-François Daubigny, Gustave Caillebotte (L'Yerres, pluie), Claude Monet : Le Pont d'Argenteuil.

## Totem lumineux
L'installation du Totem lumineux a été inaugurée en 2007. Elle devait être temporaire pour célébrer les 25 ans du musée. Mais elle a été très appréciée du public sur le campus et l'on a décidé de la conserver. Elle se compose de lampes LED de faible consommation.